# بویوک قشلاق
بویوک قشلاق (به لاتین: Böyük Qışlaq) یک منطقه مسکونی در جمهوری آذربایجان است که در شهرستان تووز واقع شده است. بویوک قشلاق ۲۷۵۸ نفر جمعیت دارد.